# Waylon Jennings at JD's
| Recensione              | Giudizio |
| ----------------------- | -------- |
| AllMusic                | [ 1 ]    |
| Dizionario del Pop-Rock | [ 2 ]    |

Waylon Jennings at JD's è il primo album del chitarrista e cantante country statunitense Waylon Jennings, pubblicato nel dicembre del 1964.

## Tracce
Lato A
1. Crying – 2:35 (Roy Orbison, Joe Melson)
2. Sally Was a Good Old Girl – 2:28 (Harlan Howard)
3. Burning Memories – 2:20 (Mel Tillis, Wayne Walker)
4. Big Mamou – 2:25 (Link Davis)
5. Money (That's What I Want) – 2:15 (Janie Bradford, Berry Gordy, Jr.)
6. Don't Think Twice, It's All Right – 2:39 (Bob Dylan)

Lato B
1. Dream Baby – 2:25 (Cindy Walker)
2. It's So Easy – 1:30 (Buddy Holly, Norman Petty)
3. Lorena – 2:17 (Charlie Williams)
4. Love's Gonna Live Here – 1:52 (Buck Owens)
5. Abilene – 1:53 (Les Brown, Bob Gibson, John D. Loudermilk)
6. White Lightnin' – 2:14 (J. P. Richardson)

## Musicisti
- Waylon Jennings - voce solista, chitarra solista
- Gerald "Jerry" Gropp - chitarra ritmica
- Gerald "Jerry" Gropp - voce solista (nel brano Money e Abilene)
- Paul E. Foster - basso
- Paul E. Foster - voce solista (nel brano Lorena e Abilene)
- Richie Albright - batteria

Note aggiuntive
- James D. Musil, Jr. - produttore
- Registrazioni effettuate nel dicembre del 1964 al Audio Recorders di Phoenix, Arizona (Stati Uniti)
- Jack Miller - ingegnere delle registrazioni[5]